# Bombardowania Bułgarii w czasie II wojny światowej
Bombardowania Bułgarii – seria alianckich bombardowań wymierzona przeciwko Bułgarii, przeprowadzonych od wiosny 1941 do jesieni 1944 przez Siły Powietrzne Wielkiej Brytanii oraz Siły Powietrzne Stanów Zjednoczonych, w czasie II wojny światowej.
W dniu 12 grudnia 1941 Wielka Brytania wypowiedziała wojnę Carstwu Bułgarii. Chociaż Bułgaria nie brała udziału w jakichkolwiek działaniach wojskowych i zawsze mocno odmawiała takim żądaniom ze strony Niemiec, to została zbombardowana przez anglo-amerykańskie siły powietrzne. Najwięcej strat poniosła Sofia. Uszkodzonych zostało wiele domostw oraz budynków publicznych, m.in.: szpital Aleksandrowski, sierociniec im. Cara Borysa I, Teatr Narodowy, Wielka Synagoga Sofijska, Żydowska Biblioteka, która przechowywała bezcenną kolekcję średniowiecznych pism rabinicznych, kościół ewangelicki, katolicka Katedra św. Józefa, cerkiew św. Mikołaja, Cerkiew św. Spasa, średniowieczna świątynia św. Mikołaja, Cerkiew Przemienienia Pańskiego, Miejska Biblioteka, urząd synodalny, Uniwersytet Sofijski im. św. Klemensa z Ochrydy, Akademia Teologiczna, Narodowa Akademia Sztuki, francuska szkoła katolicka, franciszkańska szkoła katolicka św. Maryi.
Zginęło oraz zostało rannych 8 952 Bułgarów, zostało zniszczonych 12 657 budynków.